# Szankissza
Szankissza (vagy Szankaszia, Szankassza vagy Szankaszja) egykori, ősi indiai város. A város a történelmi Buddha idején tett szert jelentőségre. A buddhista források szerint mintegy 170 kilométerre feküdt Srávasztí várostól. Gautama Buddha maháprinirvánája (halála) után Asóka fejlesztéseket hajtott végre ezen a területen és felállíttatta a híres oszlopokat a városban, amelyek közül csak az elefánt oszlopfő maradt fenn. Emeltetett egy sztúpát és egy templomot is Buddha emlékére. A Visahari Dévi templom ma is létezik illetve a sztúpa romjai is megtalálhatók a templom belsejében. Úgy tartják, hogy a templom Buddha anyjáról kapta a nevét. Nehéz megközelíthetősége miatt zarándokok viszonylag ritkán látogatnak el erre a helyszínre. A területet Alexander Cunningham (brit) fedezte fel a Nyugat számára 1842-ben. 87 évvel később Anágárika Dharmapala, neves Srí Lanka-i szerzetes is ellátogatott a templomhoz. Panditha Madabavita Vidzseszoma Thero (Srí Lanka) 1957-ben jött Szankisszába, ahol azután éveket töltött el és elindított egy buddhista iskolát is (Widzseeszoma Vidjalaja) a szegény emberek számára.
Szankissza ma Szankissza Baszantapura települést jelöli az Ikkhumati-folyó (Kalinadi) északi partján, Kampil és Kannaudzs között, 133 kilométerre nyugatra Fatehgarh-tól, 40 kilométerre délre Kaimgandzstól és 72 kilométerre északra Kannaudzstól, az indiai Uttar Prades állam Farrukhabad körzetben.

## Szankissza Rámajána idején
Rámájana idején úgy nevezték a települést, hogy Szankaszja Nagar, amelyet Kusadhvadzsa király uralt, aki Dzsanaka öccse volt, aki Szita apja volt. Szita pedig Rámájana hősnője volt és Ráma felesége. Egyszer Szudhanva, feltételezések szerint Szankaszja Nagar gonosz királya, megkérte Szita kezét Dzsanakától. Az ezt követő háborúban Dzsanaka legyőzte és feltehetően megölte Szudhanvát és a királyságot Kusadhvadzsának adta.

## Ősi buddhista események Szankisszában
Szankissza hírnevét a Tipitakához készült szövegmagyarázatokban elhangzó állításoknak köszönheti. A Tipitakában azonban az állítólagos szankisszai események nem is kerülnek említésre.
A szövegmagyarázatok szerint Szankisszában tért vissza Buddha a Földre miután a Távatimsza mennyországban az Abhidhamma-pitakát tanította, a Gandamba fa (egy mangófa) alatt elkövetett iker csoda után. Ahogy közeledett az idő Buddha számára, hogy elhagyja a Távatimsza mennyországot, Moggallána (a SNA.ii.570; cf. Vsm., 391. o. szerint Anuruddha) kihirdette az embereknek a közelgő visszaérkezését. Az emberek Szávatthíben (Srávasztí) vártak rá. Azután átvonultak Szankisszába. Buddha végül a Mahápavarana fesztiválon érkezett meg. Szakka három létrát ajánlott fel Buddha számára, hogy azon ereszkedjen le a Meru-hegyről a Földre. A jobb oldalon egy arany létra volt az istenek számára, a bal oldalon egy ezüst létra a nagy brahmának és kíséretének, és középen drágakőből készült létra volt Buddha számára. A Földön húszezer négyzetkilométeren gyűlt össze a rá várakozó tömeg. Tisztán látható volt a kilenc brahma világ és az Avícsi (az egyik naraka – pokol). Buddhát elkísérte Panycsaszikha, Mátali, Mahá Brahmá és Szujáma. Száriputta üdvözölte először Buddhát, majd Uppalavanná, ezután Buddha tanítást adott először a közönséges emberek (puthuddzsana) számára érthető módon, majd a buddhák számára érthető módon is.
Szankissza kapujának helyszínéről úgy tartják, hogy a világ (avidzsahitatthanam) egyik „megváltoztathatatlan” helye. Au Abhidhamma tanítása után minden buddha ide érkezik. Buddha Saznkisszából Dzsetavanába ment.
Szenthelyet emeltek azon a helyen, ahol Buddha lába először érintette a földet Szankisszában. Amikor Hszüan-cang és Fa-hszien kínai szerzetesek ellátogattak erre a helyre, három létrát találtak, amelyeket téglából és kőből készítettek az ősök Buddha tiszteletére. A létrák azonban majdnem elsüllyedtek a földben.
Buddha idejében létezett Szankisszában egy őzpark, ahol Szuhemanta Thera hallotta Buddha beszédét. A második buddhista tanácskozás során Revata Thera megfordult Szankisszában.